# Papuagrion auriculatum
Papuagrion auriculatum är en trollsländeart som beskrevs av Maurits Anne Lieftinck 1937. Papuagrion auriculatum ingår i släktet Papuagrion och familjen dammflicksländor. Inga underarter finns listade i Catalogue of Life.